# Club Sportivo 2 de Mayo
O Club Sportivo 2 de Mayo é um clube de futebol paraguaio com sede na cidade de Pedro Juan Caballero, capital do departamento de Amambay. Foi fundado em 1935 por um grupo de esportistas veteranos da Guerra do Chaco.
Em sua história, possui o título da segunda divisão de 2005 e disputou a principal divisão do futebol paraguaio por quatro anos consecutivos.

## História
O 2 de Mayo foi fundado em 6 de dezembro de 1935 por um grupo de esportistas, em sua maioria veteranos da Guerra do Chaco, recém-chegados dos campos de batalha, como uma homenagem ao Regimiento de Infantería 2 de Mayo. Em 1977, o estádio Río Parapití foi inaugurado na cidade de Pedro Juan Caballero.
No ano de 2003, retornou à División Intermedia através do título da Copa dos Campeões da União de Futebol do Interior (UFI). Dois anos depois, consagrou-se campeão da segunda divisão, garantindo o inédito acesso à principal divisão do país, por onde permaneceu até 2009.
Em 2010, inclusive, foi rebaixado para a terceira divisão. Nesta, conquistou os títulos de 2011 e 2017.

## Títulos
- Campeonato Paraguaio - Segunda Divisão: 2005.[4][8]
- Copa dos Campeões da UFI: 2003.[7]
- Primera División B Nacional: 2011[11] e 2017.[12]